# UCI Oceania Tour 2005
La Unión Ciclista Internacional creó a partir del año 2005 los Circuitos Continentales UCI. En enero de ese año comenzó el UCI Oceania Tour. Se llevó a cabo entre enero y septiembre donde se disputaron 2 competiciones por etapas en enero (las únicas profesionales en el continente durante esos meses de competición) otorgando puntos a los primeros clasificados de las etapas y a la clasificación final. Además, a pesar de no estar en el calendario, también puntuaron los campeonatos nacionales con un baremo dependiendo el nivel ciclista de cada país. 
El ganador a nivel individual fue el Australiano Robert McLachlan, por equipos triunfó el MG XPower-Bigpond de Estados Unidos, mientras que por países fue Australia quién obtuvo más puntos.

## Calendario
Contó con las siguientes pruebas, tanto por etapas como de un día.

### Enero 2005
| Fecha    | Carrera            | Cat. | Ganador           | Equipo          |
| -------- | ------------------ | ---- | ----------------- | --------------- |
| 18 al 23 | Tour Down Under    | 2.HC | Luis León Sánchez | Liberty Seguros |
| 26 al 30 | Tour de Wellington | 1.2  | Matthew Lloyd     |                 |

## Clasificaciones
Debido a las pocas pruebas resultó decisivo en la clasificación el segundo puesto de Robert McLachlan en el Campeonato de Australia de Ciclismo en Ruta (70 puntos) y el segundo puesto de William Walker en el Campeonato Mundial de Ciclismo en Ruta sub-23 (70 puntos) que excepcionalmente ese año el corredor se llevó los puntos del campeonato mundial hacía el circuito de su país.

### Individual
| Posición | Ciclista           | Puntos |
| -------- | ------------------ | ------ |
| 1        | Robert McLachlan   | 85     |
| 2        | William Walker     | 70     |
| 3        | Peter Latham       | 62     |
| 4        | Matthew Lloyd      | 61     |
| 5        | Paride Grillo      | 41     |
| 6        | Paul Crake         | 40     |
| 7        | Fraser MacMaster   | 37     |
| 8        | David McPartland   | 34     |
| 9        | Simon Gerrans      | 29     |
| 10       | Christopher Sutton | 25     |

### Equipos
| Posición | Equipo                    | Puntos |
| -------- | ------------------------- | ------ |
| 1        | MG XPower-Bigpond         | 105    |
| 2        | Rabobank Continental      | 70     |
| 3        | Ceramica Panaria-Navigare | 61     |
| 4        | Ag2r Prévoyance           | 50     |
| 5        | Graz Corratec             | 40     |

| 6  | Volksbank Leingruber Ideal       | 37 |
| 7  | Tenax-Nobili Rubinetterie        | 34 |
| 8  | Navigators Insurance             | 28 |
| 9  | Cofidis, Le Crédit par Téléphone | 25 |
| 10 | Kodakgallery.com-Sierra Nevada   | 20 |

### Países
| Posición | País          | Puntos |
| -------- | ------------- | ------ |
| 1        | Australia     | 1381,2 |
| 2        | Nueva Zelanda | 407    |